# Blessing in Disguise
A Blessing in Disguise az amerikai Metal Church együttes harmadik nagylemeze, mely 1989-ben jelent meg. LP formátumban 1989 nyarán, CD verzióban 1990ben jött ki. Ez volt a zenekar utolsó lemeze mely az Elekra kiadónál jelent meg. Továbbá ez volt az első albumuk melyen már nem David Wayne jellegzetes hangját lehetett hallani, hanem Mike Howe-ét. Továbbá John Marshall személyében egy új gitáros is bemutatkozott a korongon.

## Számlista
| #  | Cím                                                            | Szerző(k)                       | Hossz |
| -- | -------------------------------------------------------------- | ------------------------------- | ----- |
| 1. | Fake Healer                                                    | John Marshall, Kurdt Vanderhoof | 5:55  |
| 2. | Rest in Pieces (April 15, 1912)                                | Marshall, Vanderhoof            | 6:38  |
| 3. | Of Unsound Mind (based on Edgar Allan Poe's "Tell-Tale Heart") | Marshall, Craig Wells           | 4:44  |
| 4. | Anthem to the Estranged                                        | Marshall, Vanderhoof            | 9:31  |
| 5. | Badlands                                                       | Mike Howe, Vanderhoof, Wells    | 7:21  |
| 6. | The Spell Can't Be Broken                                      | Marshall, Vanderhoof, Wells     | 6:46  |
| 7. | It's a Secret                                                  | Wells                           | 3:47  |
| 8. | Cannot Tell a Lie                                              | Marshall, Vanderhoof, Wells     | 4:17  |
| 9. | The Powers That Be                                             | Marshall, Vanderhoof            | 5:22  |

## Közreműködők
- Mike Howe - ének
- John Marshall - gitár
- Craig Wells - gitár
- Duke Erickson - basszusgitár
- Kirk Arrington - dob